# Oddesund Nord Station
Oddesund Nord Station er en jernbanestation umiddelbart nord for Oddesund på halvøen Thyholm i Limfjorden. Stationen ligger på Thybanen mellem stationerne Humlum og Uglev. Den er desuden den første station på den Nørrejyske Ø, når man kommer fra Struer.
Stationen er blandt Danmarks mindst benyttede med kun 646 påstigere i 2021 fordelt på 8.984 afgange, alle foretaget af Arriva